# Zacarias de Góis e Vasconcelos
Zacarias de Góis e Vasconcelos (Valença, 5 de novembro de 1815 – Rio de Janeiro, 29 de dezembro de 1877) foi um advogado e político brasileiro.
Foi presidente das províncias do Piauí, Sergipe e Paraná (neste último, o seu primeiro presidente), deputado provincial pela Bahia em 1843, reeleito em 1845 e 1847, presidente da Câmara dos Deputados pelo Paraná em 1864, deputado geral, senador do Império pela Bahia (de 1864 a 1877), ministro da Marinha (ver Gabinete Itaboraí I), da Justiça, da Fazenda e presidente do Conselho de Ministros por três vezes. Participou da fundação da Liga Progressista em 1864.
Como pensador político, legou para a nação brasileira o livro "Da Natureza e Limite do Poder Moderador". Neste livro, o conselheiro Zacarias faz uma análise do Poder Moderador, sugerindo que seu poder deveria ser reduzido. Foi originalmente publicado em 1860 e reeditado em 1862. Sua veiculação se deu durante o período de maior popularidade de D. Pedro II, causando polêmica pela posição avançada que tinha para a época, ao defender uma diminuição do poder do monarca em favor de um governo parlamentarista mais forte.
Quando presidiu a nova província do Paraná, instalou a Assembléia, inaugurou a sede do governo e ordenou a construção da Estrada da Graciosa, entre outras importantes obras de seu governo.
Foi irmão do magistrado João Antônio de Vasconcelos, presidente do Supremo Tribunal de Justiça em 1880.

## Vida antes da presidência da Província do Paraná

### Infância, família e educação
Nasceu em Valença, no litoral da Bahia, em 5 de novembro de 1815. Naquela época, o Reino do Brasil, pertencente ao Reino Unido de Portugal, Brasil e Algarves, era dividido em capitanias gerais e subalternas, não tendo sido, ainda, declarado independente de Portugal.
Era oriundo de uma família tradicional, filho do capitão Antônio Bernado de Vasconcelos e de Dona Maria Benedita de Assunção. Perdeu o pai quando tinha cinco anos de idade e recebeu educação do conselheiro João Antônio de Vasconcelos, sendo Zacarias mais novo que o seu próprio irmão.
Terminou os seus estudos no curso de liceu na cidade de Salvador. Naquele período de estudo, mostrou-se sobremaneira distinto. Após terminar o liceu, Zacarias estudou no curso de letras na Faculdade de Direito do Recife, aliás, Olinda.
Formou-se em leis no dia 22 de novembro de 1837. Desde então, alcançou o doutorado, depois da defesa de sua tese, em 1840. Na faculdade em que Zacarias foi formado, foi julgado como elemento importante ao próprio fato de ser brilhante. A faculdade ainda estava à procura de manter Zacarias como membro do seu corpo de alunos. Uma das cátedras de maior dificuldade do curso de direito foi entregue pela mesma faculdade. Uma das cátedras mais difíceis estava vazia há pouco tempo.

### A carreira política e seus primeiros passos

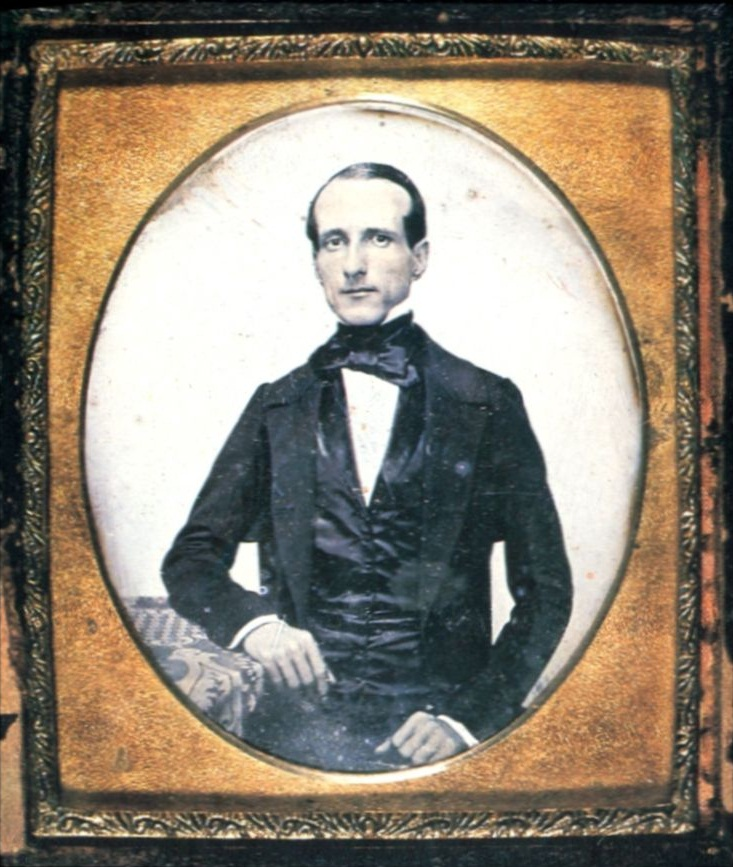
Zacarias de Góis, 1850.

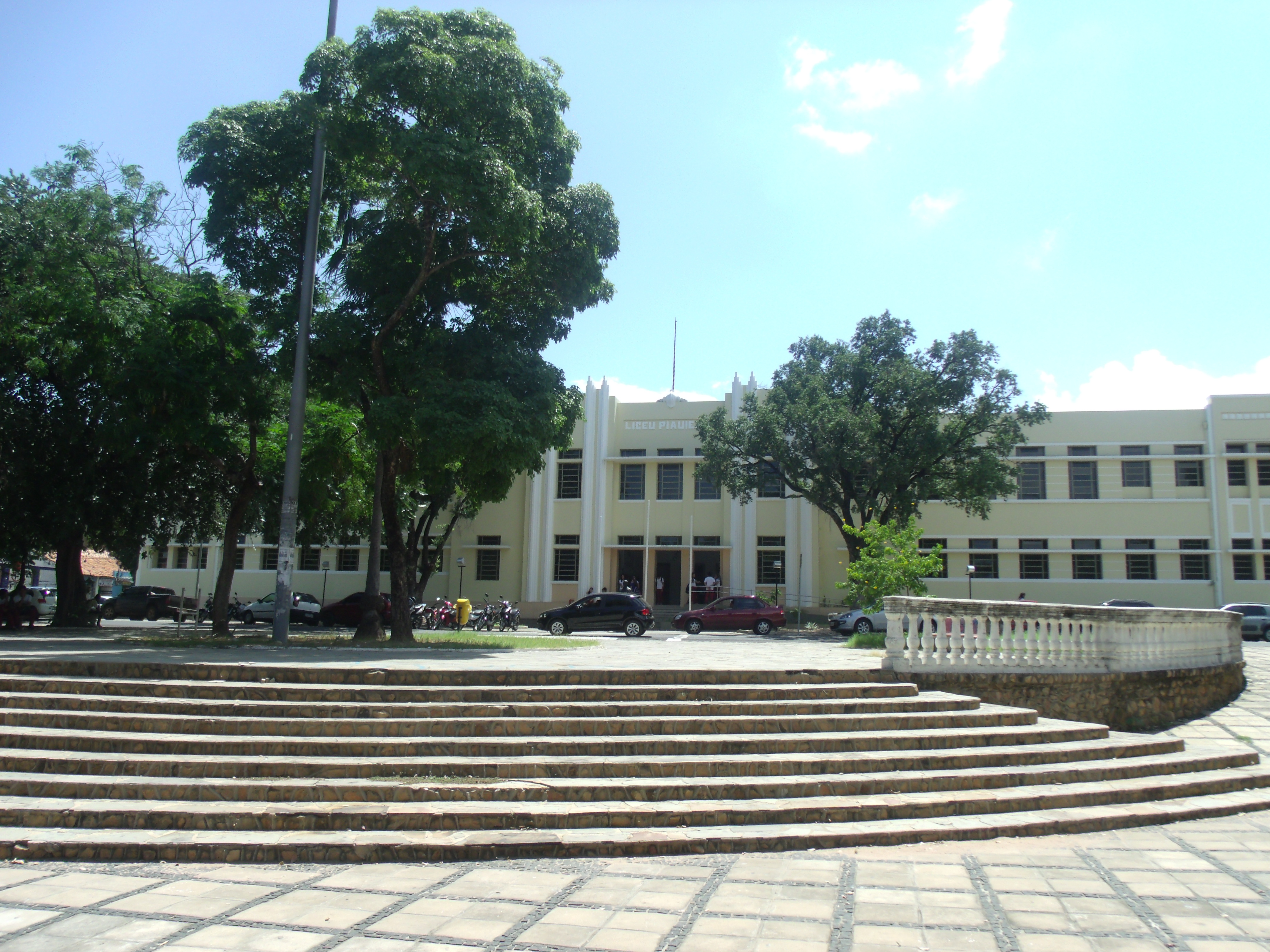
Liceu Piauiense, instituído no governo Zacarias de Góis.

Após ficar pouco tempo estagiando no magistério, e sendo levado pelos seus pendores, obviamente, para a política, o cargo de professor foi abandonado por Zacarias, e, embora fosse extremamente jovem, teve ingresso na política como deputado geral, apenas três anos após se formar. Teve tempo, portanto, de promover intervenção nos temas que diziam a respeito da maioridade de Dom Pedro II, e nas discussões mostrou-se muito distinto, deixando ser visto pelo parlamento como um estadista de pulso, fundamentalmente um homem de palavra e talento, mas também de autoridade e autocracia.
Já nessa oportunidade não atuava somente no parlamento, no direito, na teoria e na honestidade. Participou da administração pública. Foi ocupante de pastas que deram muito trabalho. Serviu como organizador de gabinetes como Primeiro-Ministro do Brasil. Governou como presidente das províncias do Paraná, Piauí e Sergipe.
Na idade de 38 anos, o Partido Conservador, ao qual era afiliado, o escolheu para instalar a Paraná, em 19 de dezembro de 1853. Sendo responsável por dar andamento a essa administração, deu início à vida política. Era exigente em pulso, prudência e sabedoria. Além disso, a responsabilidade de Zacarias era muito sacrificante. Na época em que Zacarias fixou residência com sua jovem esposa há meses, Curitiba contava com mais de mil habitantes, quando o Paraná emancipou-se de São Paulo.
Além disso, a decisão cabível seria a escolha da vila ou cidade para ser a capital da província mais nova do Império do Brasil. Um erro comum, por maior que fosse a leveza, assim na administração como na política, teria bastado para deixar ofuscado o seu nome brilhante.
Contrariamente ao que era possível de acontecer, porém, por tal forma que se houve, Zacarias condicionou-se à apresentação de um modelo que servisse de exemplo para administradores locais, tanto no Piauí, onde deliberou a mudança da capital de Parnaíba para Teresina, como em Sergipe, como em especial no Paraná, onde, na verdade, atuou extraordinariamente.

### Assembleia Geral do Império do Brasil
No parlamento, para a qual participou ativamente e trabalhou durante a mais precoce juventude, ficou famoso como um homem dotado de severidade, austeridade e escrúpulo, ainda que também entrasse na fila da intransigência. Referindo-se ao fato de atuar como inspetor de alunos (na época tem surgido a expressão popular "dar a mão em palmatória", que significa reconhecer os próprios erros) e professor que ensinava direito, era chamado pelos parlamentares de decurião, demais vezes "Catão, o Censor". Foi acusado pelos políticos devido ao tratamento de seus companheiros como se fosse professor exigindo trabalho de alunos incompetentes, usando da fala com o dedo para cima.

Talvez sendo criticado por não ser propriamente convicto e zeloso, o fato de ser tradicionalmente honrado pelo seu triunfo era a perfeição do fato de ser moralmente íntegro, que se aliava à grandeza dos méritos intelectuais e competência. Era exagerado quanto ao princípio da autoridade, mas foi permanentemente bem sensato e devido à inegabilidade do seu espírito público, teve, obviamente, capacidade para solucionar os casos de emergência. O Jornal do Comércio de 30 de dezembro de 1877, que o Dr. Deolindo Amorim citou na publicação de artigo no mesmo periódico no dia 1º de novembro de 1953, noticiando sobre a morte de Zacarias:
| “ | Um futuro historiador do Brasil não poderá, com efeito, narrar os acontecimentos de sua época, sem recordar o nome do Conselheiro Zacarias de Goes e Vasconcelos. | ” |
|   | — Jornal do Comércio. |   |

| “ | O seu biógrafo, estudando-lhe o caráter e as ações, poderá mostrar-se severo com o homem político; mas procedendo com justiça, não negará ao Conselheiro Zacarias de Goes, a homenagem devida a uma inteligência superior, a uma honorabilidade imaculada e a uma rigidez de princípios não muito comuns. | ” |
|   | — Jornal do Comércio. |   |

Nota-se que, já naquela época em que tudo levava ao fato de que os homens de conduta ilibada surtassem com facilidade, e em que tantos políticos tinham severidade e rigidez, rigidamente sendo conduzido por princípios, Zacarias era notado como homem excepcionalmente meritoso.
Era difícil (para ele como para a totalidade dos políticos) de conciliar o casamento dos princípios e a política partidária conveniente e interessada. O destaque no homem público nascido na Bahia quanto ao fato de que era imaculadamente honorável é constituído em dever de elementar justiça.
Outro jornal, a Gazeta de Notícias, que o Dr. Deolindo Amorim citou na magnificência do seu artigo a que lhe foi referido. nestes termos foi resumida a biografia do Conselheiro Zacarias:
| “ | Em tudo quanto fez, revelou quanto era grande. | ” |
|   | — Gazeta de Notícias.                          |   |

Grande com efeito, pelo seu caráter espirituoso, cordial e íntegro, ele, obviamente, o foi.

## Presidência da Província do Paraná
Desde o início, cada governo necessita de adaptação. Quando ele se inicia, dando começo também para o bem coletivo de um novo tipo de vida, a tarefa torna-se duplamente difícil: auto-adaptação e adaptação do novo governo como função, às necessidades coletivas. Para o Conselheiro Zacarias havia uma variedade de problemas nessa posição: organização com tateamentos e aproximações, experimentação e imposição, na totalidade das esferas de atuação.
A missão, contrariamente, teve dupla dificuldade no sentido político: era necessária a satisfação da província e dando à mostra de que seria possível a sua vida pós-emancipação e com seus meios apropriados, favorecer o reconhecimento de sua missão construtiva pelos políticos. Não seria o dever da expectativa da importância de um governo desse tipo, que daria começo a uma vida administrativa e política com inexistência de meios e tendo tudo a iniciar quanto à administração. Entretanto, o Conselheiro Zacarias realizou a instalação da província e no governo que inaugurou foi o responsável pela assinatura dos primeiros modelos que aparecem nos atos oficiais. Realizou a montagem da máquina administrativa e ainda que não tivesse, no sentido local, nenhuma experiência em tradição na conservação ou na correção, ou de acordo com a qual pudesse servir de guia, na administração local não foi um presidente que integrou a burocracia, um político dotado de mediocridade que se encarregava do encaminhamento de papéis.
Havia para ele, como para a totalidade dos políticos que o sucediam, a inadiabilidade do expediente que necessitaria despacho e a solução dele, do conselheiro, era deixar aos seguidores, urna forma já precedente, espécie de jurisprudência, de que havia de tomar posse da plenitude e do triunfo da responsabilidade com relação à história local. A tarefa de organização da administração representa dificuldade e muito trabalho e fazer andar os assuntos relacionados à república.
Zacarias de Goes e Vasconcelos mostrou-se, como o primeiro administrador dos negócios públicos da província, um gestor muito capaz. Para ele, era possível dar um empurrão restrito à administração na normalidade de sua rotina, e já teria cumprido, essencialmente, o seu dever. Mas não foi isso o que fez. Buscando influência para o futuro e dando diretrizes, deu-as no melhor e no sentido de maior perfeição. Não hesitava em ser talentoso para exceder a rotina, e ultrapassou tudo a que ele era estritamente obrigado, dando reforço aos créditos competentes que lhe davam sua vida política anterior.
Durante a chegada do Conselheiro Zacarias chegou ao Paraná, aureolou que seus atos não poderiam ser motivo de desonra, a não ser contrariamente, de aumento, de fixação e de engrandecimento. Na sua vinda para a província mais nova do Império do Brasil, deu por abandonado o cargo de ministro da Marinha, que quando tinha 37 anos somente havia sido o ocupante da pasta no ministério conservador de 1852. Na época do império era do parlamento quase sempre que tiveram saída os presidentes de província. A regra foi confirmada por Zacarias. Havia feito casamento anterior há pouco tempo com Dona Carolina Vieira de Matos Vasconcelos, que nasceu em Paris, e dama de honra, por muito tempo, da Imperatriz Dona Teresa Cristina de Bourbon. Casou-se no dia 7 de outubro de 1853 com a filha de Domingos de Matos Vieira e Joana Carolina Leite de Castro, pessoas que pertenciam à mais alta distinção.
Mas a situação política para ele, durante a tomada da investidura (de acordo com a carta imperial de 17 de setembro de 1853), não era das de maior favorecimento. Estava no governo, já no final do mandato, o ministério conservador de 11 de maio de 1852 e a 6 de setembro de 1853 sendo presidente o admirável Visconde de Itaboraí, sob cujas vistas foi determinada a criação da Província do Paraná. O Visconde de Itaboraí consultou Zacarias. Foi aceito por Zacarias que o ministério da Marinha fosse deixado e assim foi. Tratava-se de um posto oferecedor de insegurança. Depois foi instalada a província sob seu governo extremamente brilhante de 19 de dezembro de 1853 a maio de 1855, época em que foi passado o cargo ao Dr. Teófilo Vitório Ribeiro de Resende.
Sem se compromissar com os interesses regionais e as ambições políticas que os partidos de campanário tinham, como foi no caso em que foi escolhida a capital da província, em que foi mantido como juiz de verdade, estranho a pessoas que influenciassem e interviessem, foi obviamente entusiasmante, esperançosa e fiel a chegada de Conselheiro Zacarias ao litoral do Paraná em dezembro de 1853. A declaração feita pelo Jornal do Comércio de 24 de dezembro de 1853, responsável pela transmissão de impressões epistolares deixadas por um filho da província, foi esta:
| “ | Paranaguá é hoje, teatro de grandes festas pela feliz chegada à cidade, da,primeira autoridade comissionada, pelo governo imperial para pôr em execução a lei que manda transformar em província a Comarca de Curitiba. | ” |
|   | — Jornal do Comércio. |   |

Num outro trecho da notícia as impressões são continuadas:
| “ | Polido, atencioso, e prazenteiro, S. E. o Sr. Conselheiro Zacarias tem aqui sabido angariar simpatia de todas as pessoas que têm tido o prazer de lhe falar. | ” |

Sem perturbação era mantido como o grande estadista no apontamento das condições de acordo com as impressões que ocorreram no primeiro dia: Tinha polidez e amabilidade até o momento de sua retirada da província. Porém, os que sentiram-se iludidos com essa atitude polida, pensando que ela fosse fraqueza, foram tremendamente enganados. Zacarias foi intolerante com os relapsos, ainda que, quando fizessem parte de família ilustre, fossem detentoras de títulos, posições, relações e padrinhos, enquanto ele mesmo só agradava aos políticos, mesmo sendo muito inteligente e útil para o povo.
O sectarismo político que o Conselheiro tinha, em exibição no parlamento, não fez com que Zacarias fosse exteriorizado na presidência da Província do Paraná. Como um político espirituosamente arejado, teve capacidade de fazer a distinção de conveniências e situações que ocorriam e em Curitiba jamais lhe foi notado sequer nenhum resquício de paixão partidária.
Contrariamente da indicação feita por seus antecedentes parlamentares e tribunícios, e teriam o direito de dar previsão, ele foi conservado na beira de competições e de partidarismos como se lhe tivesse competência para a representação do poder moderador de verdade, ao invés de se encarnar no poder executivo.
No primeiro discurso que Zacarias pronunciou em Curitiba, ao dar resposta à fala do presidente da Câmara Municipal, o Conselheiro fez a seguinte declaração:
| “ | Se o maligno espírito de partido quebrar a sua fúria ante as considerações do bem público que bradam tão alto pela união dos habitantes do Paraná, se ele se abstiver de manchar a era da instalação da província em escândalo de ambição e egoísmo, terá de ser sem dúvida o seu progresso tão rápido d'ora em diante quanto há sido até hoje, retardado o desenvolvimento de seus consideráveis recursos. | ” |
|   | — Zacarias de Góis e Vasconcelos. |   |

Foi geralmente agradável ao se dar ouvidos às tais expressões e os seus atos sempre foram confirmadas às suas palavras. Foi governante do Paraná vendo à sua frente apenas o bem público e não dando muita importância às tendências partidárias.
Assim que o Conselheiro Zacarias assumiu, as primeiras autoridades que auxiliaram na administração: Augusto Frederico Collin (secretário); Dr. Antônio Manoel Fernandes Júnior (chefe de polícia); João Caetano da Silva (inspetor da tesouraria) assumiram com ele.
No dia seguinte, Zacarias nomeou: Manoel José da Cunha Bittencourt (tesoureiro da fazenda geral) e o Dr. Jesuíno Marcondes de Oliveira e Sá (procurador das causas gerais).
Certos dias após a nomeação, o jornal da corte fazia a transcrição de novas impressões de correspondência particular:
| “ | O Sr. Conselheiro Zacarias vai cautelosamente estudando os homens e as coisas com tino e perspicácia admiráveis. Sabe acudir com tempo ao reclamo das necessidades públicas. A escolha dos funcionários da província, feita por S. E. tem sabido agradar. | ” |

Foi muito bom, de acordo com a possibilidade de ver essas expressões, o ambiente que existiu no início da sua administração. A impressão que sua administração causou na definição de seus passos também foi muito boa. Os deputados provinciais que deveriam entram em reunião em 15 de maio de 1854, só foram realizadores da sessão inicial de 15 de julho daquele ano.
Foi naquela oportunidade que o Conselheiro Zacarias fez a declaração:
| “ | Cumpria-me, senhores, ver-nos reunidos o mais cedo possível, para ter nos representantes da província, o apoio de que tanto necessitava; mas correram razões que impeliram-me a usar da faculdade, concedida pelo artigo 24 do ato adicional, de adiar a Assembleia Provincial. | ” |
|   | — Zacarias de Góis e Vasconcelos. |   |

A passagem de Zacarias pela província do Paraná alterou a dinâmica política da região, fazendo com que o Conselheiro tivesse que lidar com a elite local para governar. Neste sentido, tanto liberais como conservadores foram salutares à sua administração. A mobilidade política que lhe era característica, assim como o apoio do marquês de Paraná garantiram seu êxito frente a presidência da província. Ao longo de sua gestão, a cidade de Curitiba foi transformada para sediar a administração provincial, sendo a figura de Zacarias de Góis marcada até os dias atuais na paisagem urbanística por meio de um busto comemorativo instalado na atual Praça Zacarias.

## Processo de Vital Maria Gonçalves de Oliveira
Em 1874, defendeu, como advogado de defesa, o bispo Dom Frei Vital Maria Gonçalves de Oliveira no Supremo Tribunal de Justiça, numa Questão Religiosa entre a Igreja Católica e a Maçonaria e que resultou na prisão de Vital Maria em 1872.

## Morte
Zacarias de Góis e Vasconcelos morreu enquanto ocupava o cargo de senador, no dia 28 de dezembro de 1877, na cidade do Rio de Janeiro.

## Gabinete de 24 de maio de 1862
Mais Informações: Gabinete Zacarias I
Foi Presidente do Conselho de Ministro e simultaneamente ministro do Império
- Ministro da Justiça: Francisco José Furtado
- Ministro dos Estrangeiros: Carlos Carneiro de Campos
- Ministro da Marinha: José Bonifácio de Andrada e Silva
- Ministro da Guerra: Manuel Marques de Sousa
- Ministro da Agricultura, Comércio e Obras Públicas: Antônio Coelho de Sá e Albuquerque
- Ministro da Fazenda: José Pedro Dias de Carvalho

## Gabinete de 15 de janeiro de 1864
Mais Informações: Gabinete Zacarias II
Zacarias de Góis foi Presidente do Conselho de Ministro e simultaneamente ministro da Justiça
- Ministro dos Negócios do Império: José Bonifácio de Andrada e Silva
- Ministro dos Estrangeiros: Francisco Xavier Pais Barreto, João Pedro Dias Vieira
- Ministro da Marinha: João Pedro Dias Vieira, Francisco Carlos de Araújo Brusque
- Ministro da Guerra: José Mariano de Matos, Francisco Carlos de Araújo Brusque
- Ministro da Agricultura, Comércio e Obras Públicas: Domiciano Leite Ribeiro, João Pedro Dias Vieira
- Ministro da Fazenda: José Pedro Dias de Carvalho

## Gabinete de 3 de agosto de 1866
Mais Informações: Gabinete Zacarias III
Foi Presidente do Conselho de Ministro e simultaneamente ministro da Fazenda
- Ministro dos Negócios do Império: José Joaquim Fernandes Torres
- Ministro da Justiça: João Lustosa da Cunha Paranaguá, Martim Francisco Ribeiro de Andrada
- Ministro dos Estrangeiros: Martim Francisco Ribeiro de Andrada, Antônio Coelho de Sá e Albuquerque, João Lustosa da Cunha Paranaguá, João Silveira de Sousa
- Ministro da Marinha: Afonso Celso de Assis Figueiredo
- Ministro da Guerra: Ângelo Moniz da Silva Ferraz, João Lustosa da Cunha Paranaguá
- Ministro da Agricultura, Comércio e Obras Públicas: Sousa Dantas

## Obras
- Da natureza e limites do poder moderador. Rio de Janeiro: N. Lobo Vianna, 1860.
- Da natureza e limites do poder moderador. Rio de Janeiro: Typ. Universal de Laemmert, 1862. (segunda edição).
- Discursos proferidos no debate do voto de graças de 1865. Rio de Janeiro: Typ. Perseverança, 1865.
- Discursos proferidos no debate do voto de graças de 1868. Rio de Janeiro: Typ. de João Ignacio da Silva, 1868.
- Discursos do Sr. conselheiro Zacharias proferidos no Senado na discussão do voto de graças. Bahia: Typ. do Diário, 1869.
- Discursos proferidos no debate do voto de graças e do orçamento do Império de 1870. Rio de Janeiro: Typ. João Ignacio da Silva, 1871.
- Discursos proferidos no Supremo Tribunal Justiça na sessão de 21 de fevereiro de 1874. Rio de Janeiro: Typ. do Apostolo, 1874.
- Discursos Parlamentares. Rio de Janeiro: Typ. da Reforma, 1876.
- Reforma eleitoral: discursos proferidos no Senado. Rio de Janeiro: Typ. do Diário do Rio de Janeiro, 1876.